# Каспер Вінтер Єргенсен
Каспер Вінтер Єргенсен  (дан. Kasper Winther Jørgensen, 21 березня 1985) — данський веслувальник, олімпійський медаліст.

## Виступи на Олімпіадах
| Олімпіада   | Дисципліна                              | Місце |
| ----------- | --------------------------------------- | ----- |
| Лондон 2012 | легка четвірка розстібна без стернового | 3     |
| Ріо 2016    | легка четвірка розстібна без стернового | 2     |